# Bitwa pod Owruczem (I 1920)

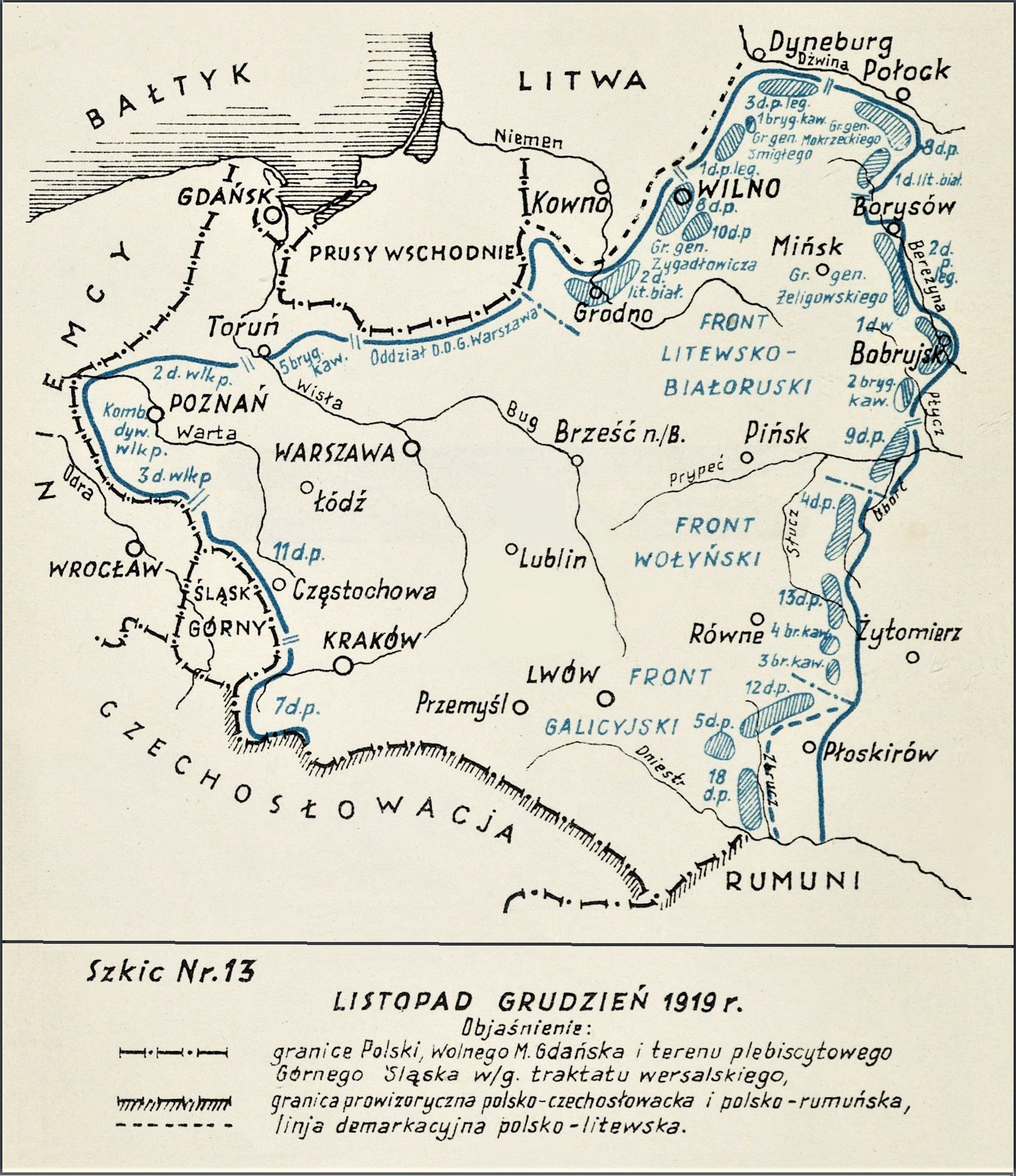
Adam Przybylski,
Wojna Polska 1918–1921

Bitwa pod Owruczem – seria wypadów pododdziałów 22 pułku piechoty ppłk. Władysława Grabowskiego i partyzantów ukraińskich w czasie kampanii zimowej w okresie wojny polsko-bolszewickiej.

## Geneza
Zimą 1919/1920 na froncie polsko-sowieckim odnotowywano tylko działania lokalne. Linia frontu była rozciągnięta od środkowej Dźwiny, wzdłuż Berezyny, Uborci, Słuczy, po Dniestr. Zastój w działaniach wojennych obie strony wykorzystywały na przygotowanie się do decydujących rozstrzygnięć militarnych planowanych na wiosnę i lato 1920.  
9 Dywizja Piechoty zajmowała stanowiska na prawym brzegu Uborci. Jej 22 pułk piechoty obsadzał 75 kilometrowy odcinek frontu na linii Kruszniki – Buda – Sokołodniki – Machnowicze – Śnickie Pole – Stodolicze – Kartenicze – Bobrowe. W jego ugrupowaniu działał 4 Wołyński dywizjon strzelców konnych mjr. Feliksa Jaworskiego. Poddziały ogólnowojskowe wspierała 4 bateria 7 pułku artylerii polowej i 1 bateria 9 pułku artylerii polowej. Na północy sąsiadem pułku był 34 pułk piechoty, a na południu patrolami kawalerii utrzymywano łączność z lewoskrzydłowymi oddziałami Frontu Wołyńskiego.

## Walczące wojska
| Jednostka              | Dowódca                  | Podporządkowanie   |
| Wojsko Polskie         |                          |                    |
| 9 Dywizji Piechoty     | płk Władysław Sikorski   |                    |
| ⇒ 22 pułk piechoty     | ppłk Władysław Grabowski | 9 Dywizja Piechoty |
| → II/22 pułku piechoty | kpt. Fryderyk Stanek     | 22 pułk piechoty   |
| Armia Czerwona         |                          |                    |
| 47 Dywizja Strzelców   | I.I. Smolin              |                    |

## Walki pod Owruczem

### Wypad 10-12 stycznia 1920
W pierwszej dekadzie stycznia 1920 dowódca 22 pułku piechoty ppłk Władysław Grabowski uzyskał informacje, że dowództwo sowieckie koncentruje swoje oddziały w rejonie Owrucza. Po przeprowadzonej analizie sytuacji, postanowił zorganizować wypad na sowiecki garnizon. W skład oddziału wypadowego weszły: 5 i 6 kompania oraz dwie kompanie partyzantów ukraińskich z Lelczyc. 10 stycznia do działań wyruszyły dwie kolumny. Siły główne pod dowództwem kpt. Fryderyka Stanka maszerowały wprost na Owrucz, a pluton 6 kompanii i kompania ukraińska pod dowództwem ppor. Adama Studzińskiego na Sławeczno. W Sławecznie ppor. Studziński rozbił napotkany tam mały oddział czerwonoarmistów, po czym skierował się do Pokalowa. 
Pod Chałupniami, napotkano sowiecką kompanię narciarzy i oddział zwiadowców. Wykorzystując element zaskoczenia, ppor. Studziński poprowadził kolumnę do walki wręcz i pobił sowiecką kompanię. Po tym sukcesie grupa polsko-ukraińska dołączyła do sił głównych i nocą z 11 na 12 stycznia połączony już oddział wypadowy kpt. Stanka stanął pod Owruczem. Nocne uderzenie na miasto zaskoczyło obrońców i po krótkiej walce zostało ono przez Polaków opanowane. Wtedy na dworzec kolejowy wjechał pociąg z Korostenia wiozący posiłki dla załogi. Skuteczny ogień 6 kompanii do wyładowującego się eszelonu spowodował duże straty wśród czerwonoarmistów, ale krótko potem nadjechał z Mozyrza kolejny transport wojska. Przewaga liczebna stała się zbyt duża i zniknął element zaskoczenie, dlatego też dowódca oddziału wypadowego kpt. Stanek nakazał odwrót. Podczas wypadu Polacy stracili dwudziestu poległych i rannych.

Komunikat prasowy Sztabu Generalnego z 14 stycznia 1920 donosił:

Na południe od Prypeci oddział partyzancki, przy współudziale naszego patrolu, rozbił na wschód od Sławeczna batalion wywiadowczy bolszewicki, a następnie zajął przejściowo stację kolejową i miasto Owrucz, biorąc dużą zdobycz i jeńców. W wyprawie tej odznaczył się podporucznik Studziński z 22 pp.

### Wypad 6 lutego 1920
Sowieckie dowództwo ponownie zaczęło koncentrować w Owruczu swoje oddziały, z zamiarem przerwania frontu 22 pułku piechoty. Dlatego też dowódca pułku zdecydował się uprzedzić działania przeciwnika i zorganizować kolejny wypad na Owrucz. Grupę wypadową dowodził kpt. Fryderyk Stanek, a jego II batalion wzmocniła 2 kompania. Przeciwnikami Polaków miały być pododdziały sowieckiej 47 Dywizji Strzelców. Wieczorem 5 lutego I batalion ruszył z Letycz i po przebyciu około 60 kilometrów, niezauważony przez nieprzyjaciela, uderzył na Owrucz. Po krótkich, ale zaciętych walkach ulicznych opanowano Owrucz, biorąc siedemdziesięciu jeńców i dużą ilość materiałów wojskowych. Po dokonaniu zniszczeń na stacji Polacy wycofali  się do Łuczanek. Tam przenocowano, a następnego dnia oddział wrócił do Lelczyc. Straty oddziału to 2 zabitych, 2 zaginionych i 10 rannych.

Komunikat prasowy Sztabu Generalnego z  12 lutego 1920 donosił:

W celu uprzedzenia meldowanej przez nasze wywiady koncentracji bolszewickiej w rejonie Owrucza, oddziały grupy poleskiej dokonały śmiałego wypadu, rozbijając pod Owruczem2 pułki bolszewickie. Oddziały te zajęły przejściowo miasto i stację Owrucz, niszcząc gruntownie urządzenia stacyjne i uwalniając około 200 aresztowanych powstańców. Ochłonąwszy z pierwszej paniki i sprowadziwszy posiłki, przeszli bolszewicy z nadzwyczajną zaciętością do kontrakcji. Mimo przewagi nieprzyjacielskich sił, nasz oddział przebił się i powrócił na swoje stanowiska. Z naszej strony został ciężko ranny podporucznik Studziński. Nie bacząc na trudne warunki, oddział nasz zdołał wyprowadzić 64 jeńców, w tem 2 oficerów, oraz 9 karabinów maszynowych i dużo zdobyczy wojennej. Z powodu niemożności wywiezienia zdemontowano na miejscu 2 armaty i 11 karabinów maszynowych. W całej akcji wybitnie odznaczył się jej kierownik kapitan Stanek.